# Naissance en 1205
Naissance
- 1201
- 1202
- 1203
- 1204
- 1205
- 1206
- 1207
- 1208
- 1209

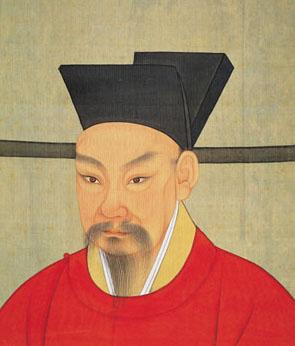
Song Lizong, né en 1205.

Cette page dresse une liste de personnalités nées au cours de l'année 1205 :
- 16 janvier : Henri II d'Avaugour, grand seigneur breton, comte de Goëlo, comte de Penthièvre, seigneur d’Avaugour et de Dinan, ainsi que brièvement désigné comme futur duc de Bretagne.
- 10 juillet : Hōjō Masamura, septième shikken du bakufu Kamakura.

- Agnès de Bohême, fille du roi de Bohème et religieuse de l'ordre des Pauvres Dames (Clarisses).
- Alain V de Rohan, 7e vicomte de Rohan.
- Archambaud IX de Bourbon, seigneur de Bourbon, Dampierre, Saint-Just et Saint-Dizier, comte de Nevers, d'Auxerre et de Tonnerre.
- Batu, petit-fils de Gengis Khan, est le premier khan de la Horde d'or ou khanat de Kiptchak.
- Georges Elmacin, ou Djirdjīs al-Makīn, de son nom arabe entier Makīn Ğirğīs ibn al-'Amid ibn Abī Ul-Yasir ibn Abī Ul-Mukārīm ibn Abī Ut-Tayyib, parfois appelé en Orient Ibn-Amid, historien de langue arabe et de religion chrétienne.
- Géraud de Frachet, historien officiel et grand hagiographe de l’Ordre mendiant des Dominicains.
- Gautier IV de Brienne, dit le Grand, comte de Brienne et de Jaffa.
- Pierre II de Voisins, adoubé chevalier en 1243, connétable de Carcassonne, sénéchal de Toulouse, de Carcassonne et d'Albigeois.
- Siger I d'Enghien, seigneur d'Enghien, de Rameru, de La Folie, de Tubize et de Sotteghem.
- Song Lizong, quatorzième empereur de la dynastie Song et cinquième des Song du Sud.
- Raziyya, sultane de Delhi.
- Théodoric Borgognoni,  ou Teodorico de' Borgognoni, ou Theodoricus, moine dominicain devenu évêque et chirurgien réputé pour avoir introduit une pratique antiseptique de base et l'utilisation d'anesthésie.
- Thierry III de Montbéliard, ou Thierry le grand ou le grand baron, comte de Montbéliard.
- Venceslas Ier de Bohême, dit le Borgne, roi de Bohême.

date incertaine (vers 1205)
- Adrien V, pape.
- Azzo VII d'Este, noble Italien.
- Geoffroy de Sergines, maréchal du royaume de Jérusalem.

## Crédit d'auteurs
- Cet article est partiellement ou en totalité issu de l'article intitulé « 1205 » (voir la liste des auteurs).